# 10132 Lummelunda
A 10132 Lummelunda (ideiglenes jelöléssel 1993 FL84) a Naprendszer kisbolygóövében található aszteroida. Az UESAC program keretében fedezték fel 1993. március 20-án.